# Dominique Paturel
Dominique Paturel (* 3. April 1931 in Le Havre; † 28. Februar 2022 in Saint-Brieuc) war ein französischer Schauspieler.

## Leben und Karriere
Nach seiner Schauspielausbildung in Paris war er seit 1955 an verschiedenen Bühnen der französischen Hauptstadt engagiert. Häufig spielte er am Théâtre National Populaire, meist unter der Regie von Jean Vilar (Der Geizhals, Der unaufhaltsame Aufstieg des Arturo Ui) und Jean-Louis Barrault.
Sein Filmdebüt gab Dominique Paturel 1960 in Mein Schwert für den König von André Hunebelle in der Rolle eines jungen Edelmanns aus der Provinz. Seine erste Kinohauptrolle erhielt in der Episode Der Zorn im Episodenfilm Die sieben Todsünden (1962), gefolgt von einem weiteren Episodenfilm (Der Teufel und die Zehn Gebote). Dominique Paturel wurde Mitte der 1960er Jahre oft in Hauptrollen besetzt: Er war der Star des Agentenfilms FBI-Agent Cooper – Der Fall Tex von Maurice Labro und war als Philippe Hauptdarsteller im Psychothriller Zwischenfall an der Riviera.
Dominique Paturel war in den 1960er Jahren neben seinen Filmen vor allem als Hauptdarsteller einiger Fernsehserien populär. Neben seinem Lorin in Le chevalier de Maison Rouge, dem Anselme de Galoubet in Le trompette de la Bérésina und dem Chaverny in Die Abenteuer des Chevalier de Lagardère, allesamt Abenteuerserien, spielte er die männliche Hauptrolle des jungen Ehemanns Dominique in der Serie Kurs für Eheglück. Seine populärste Rolle jener Zeit war 1969 die des D’Artagnan in der Miniserie D’Artagnan.
In den 70er Jahren drehte er vor allem für das Fernsehen, so als Karl Neuberger, Held der Mysteryserie Pour Vermeer. Seine seltenen Filmrollen hatte er als einer der drei Pygmalions der jungen Juliette (Claude Jade) in Jacques Nahums Maître Pygmalion (1975) und als Maître Rhune neben Annie Girardot in André Cayattes Anklage: Mord (1978). In den 80er Jahren wurden seine Kinorollen nach seinem Ralph in Claude Gorettas Die Verweigerung seltener und er drehte fast ausschließlich fürs Fernsehen, so in einigen Gastrollen der Serie Kommissar Moulin. Weiterhin spielte er in Fernsehserien wie Sommergewitter (1989) und Die große Kapriole (1989). Zu seinen späteren Kinorollen zählt die Nebenrolle des Boxtrainers Lucien Roupp in La vie en rose (La Môme) (2007).
Seit Anfang der 70er Jahre war Dominique Paturel häufig die Erzählerstimme, so in den Filmen Liebe gegen Barzahlung, Die frühreifen Mädchen, La maffia du plaisir. Er war auch die Stimme des Barons Münchhausen im Zeichentrickfilm Der Baron von Münchhausen. Seine Stimme lieh er fortan auch als Synchronsprecher den Schauspielern Terence Hill und Michael Caine. Er war weiterhin George Peppards Stimme in der Serie Das A-Team und Larry Hagmans Stimme in der Serie Dallas.
Er starb am 28. Februar 2022 in Saint-Brieuc.

## Filmografie (Auswahl)
- 1960: Mein Schwert für den König (Le capitan)
- 1962: Die sieben Todsünden (Les Sept Péchés capitaux)
- 1962: Der Teufel und die Zehn Gebote (Le Diable et les Dix Commandements)
- 1963: Mon oncle Benjamin (Fernsehfilm)
- 1963: Das dritte Konzert (Le troisième concerto, Fernsehfilm)
- 1963: FBI-Agent Cooper – Der Fall Tex (Coplan prend des risques)
- 1963: La Foire aux cancres
- 1963: Le chevalier de Maison Rouge (Fernsehserie)
- 1965: Zwischenfall an der Riviera (Le Faux Pas)
- 1965: Kurs für Eheglück (Le bonheur conjugal, Fernsehserie)
- 1966: Le trompette de la Bérésina (Fernsehserie)
- 1967: Die Abenteuer des Chevalier de Lagardère (Fernsehserie)
- 1969: D’Artagnan
- 1972: François Gaillard (Fernsehserie)
- 1972: Les chemins de fer (Fernsehfilm)
- 1973: Pour Vermeer
- 1975: Maître Pygmalion
- 1977: Recherche dans l’intérêt des familles (Fernsehserie)
- 1978: Anklage: Mord (L’amour en question)
- 1978: Les amours sous la Révolution: Les amants de Thermidor (Fernsehfilm)
- 1981: Die Verweigerung (La Provinciale)
- 1982–2004: Kommissar Moulin (Commissaire Moulin; Fernsehserie, vier Folgen)
- 1984: Hélas, Alice est lasse (Fernsehfilm)
- 1989: Sommergewitter (Orages d’été, Fernsehserie)
- 1989: Die große Kapriole (La grande cabriole, Fernsehserie)
- 1991: Das Millionenspiel (La Milliardaire, Fernsehfilm)
- 1996: Cancoon (Fernsehserie)
- 2004: Viper in der Faust (Vipère au poing)
- 2007: La vie en rose (La Môme)
- 2011: Carré blanc